# Tubifex tubifex
Tubifex tubifex (latein. von tubus „Röhre“ und -fex „-macher“), deutsch Gemeiner Schlammröhrenwurm oder Gemeiner Bachröhrenwurm, ist eine Art der Schlammröhrenwürmer der Gattung Tubifex mit weltweiter Verbreitung. Sie gehört damit zu den im Wasser lebenden Ringelwürmern.
Umgangssprachlich und in der Aquaristik wird vielfach schlicht von Tubifex gesprochen, wobei meist irgendeine Art der Gattung Tubifex, oder irgendein anderer Schlammröhrenwurm der Tubificinae gemeint ist. Tatsächlich gehören die im Handel befindlichen Tiere häufig anderen Arten an.

## Äußere Merkmale

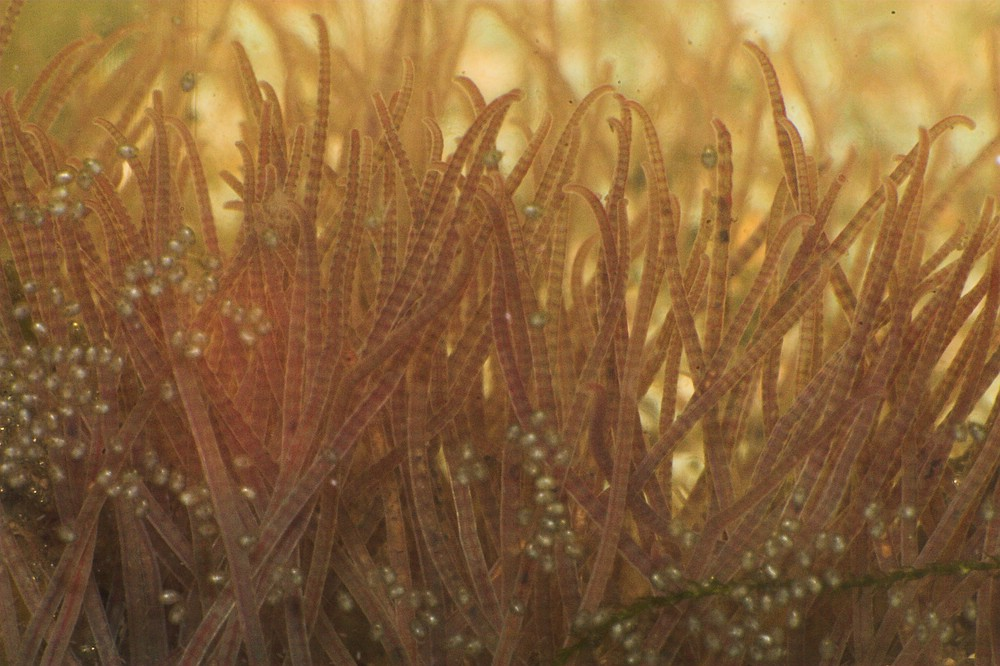
Tubifex: Viele Individuen siedeln sich nebeneinander auf geeignetem Substrat an

Ausgewachsene, geschlechtsreife Würmer der Art erreichen eine Körperlänge von 20 bis 100 Millimetern. Der langgestreckte, wurmförmige Körper ohne äußere Anhänge wie Kiemen oder Tuberkel ist in 34 bis 120 (nach anderen Angaben 36 bis 130) auch äußerlich erkennbare Segmente gegliedert (der langlebige Wurm bildet lebenslang am Hinterende weitere Segmente hinzu). Wie typisch für Wenigborster trägt jedes Segment (mit Ausnahme des vordersten) Chaeta genannte Borsten, die in vier Gruppen (Bündeln) sitzen, die zwei Reihen jeweils auf der Ober- und Unterseite des Wurms bilden. Die genaue Form und Gestalt dieser Borsten ist für die Ansprache der Art ganz wesentlich. Tubifex tubifex gehört zu einer Verwandtschaftsgruppe, bei der in jedem Borstenbündel zahlreiche Borsten, teilweise sehr verschiedener Gestalt, sitzen. Ein Teil der Borsten sind sehr lange und dünne Haarborsten, diese sitzen nur zu 1 bis 4 in den oberen dorsalen Bündeln im vorderen Körperabschnitt (d. h. dem Abschnitt vor dem Clitellum). Die meisten Borsten sind stattdessen relativ kurz, gekrümmt und hakenförmig. Ihr Ende ist in zwei Spitzen geteilt (gabelförmig). Bei den Borsten am Vorderkörper sitzt zwischen diesen beiden etwa gleich großen Spitzen eine Reihe von drei oder mehr kleinerer Zähnchen, diese Borstenform wird als kammförmig (pektinat) bezeichnet. Bei den dorsalen Hakenborsten am Hinterkörper sind nur zwei Spitzen ausgeprägt, deren vordere länger und dünner ist als die hintere. Die bauchseitigen (ventralen) Borsten sind alle kurz und hakenförmig mit zwei Spitzen, von denen die vordere etwas länger und dünner ist als die hintere. Pro Bündel sitzen ventral drei bis fünf Chaetae, am Hinterkörper nur zwei.
Eine sichere Bestimmung der Art ist nur bei geschlechtsreifen Würmern möglich. Diese sind, wie typisch für die Verwandtschaft, Zwitter. Die gleichzeitig (simultan) reifen Keimdrüsen sitzen jeweils in einem Körpersegment, bei allen Schlammröhrenwürmern die männlichen Testes im zehnten und die weiblichen Ovarien im elften Körpersegment. Bei geschlechtsreifen Würmern sind die Geschlechtssegmente durch Drüsengewebe angeschwollen und bilden den Gürtel (Clitellum); dieser bildet bei der Eiablage den die Eier umhüllenden Kokon aus. Bei der Art liegen im elften Segment paarig angelegte Begattungsorgane (Penes), die jeweils einer eingestülpten Penistasche liegen. Teile davon sind zu einer verdickten, pilzförmigen Penisscheide umgebildet, deren Gestalt typisch für die Art ist. Dies ist aber meist nur am fixierten und aufgehellten Wurm unter dem Mikroskop erkennbar. Spezialisierte Begattungsborsten, die andere Schlammröhrenwürmer ventral an den Genitalsegmenten besitzen, kommen bei Tubifex tubifex nicht vor, es sind hier auch keine borstenlosen Segmente eingeschaltet. Die Spermien bilden vor der Begattung langgestreckte, dünne Spermienpakete aus, die Spermatozeugmata genannt werden und mikroskopisch durch die Körperwand hindurch sichtbar sind. Eine sichere Unterscheidung dieser Art von ähnlichen Schlammröhrenwürmern ist nur möglich, wenn die artspezifischen Penisscheiden unter dem Mikroskop erkennbar sind. Jungtiere (Immature) sind nicht morphologisch bis zur Art bestimmbar.
Tubifex tubifex ist, wie alle verwandten Schlammröhrenwürmer, im Leben kräftig rot gefärbt. Seine Färbung ist auf die hämoglobinhaltige Körperflüssigkeit zurückzuführen.
Die Art kann alternativ zur schwierigen und oft unsicheren morphologischen Bestimmung inzwischen auch mittels DNA Barcoding bestimmt werden.

## Biologie und Lebenszyklus
Bei der Art ist normale, bisexuelle Fortpflanzung mit gegenseitiger Befruchtung der zwittrigen Individuen, daneben aber auch Selbstbefruchtung und Parthenogenese nachgewiesen worden. Anders als bei einer Reihe verwandter Arten kann sich Tubifex tubifex nicht über Architomie (den Zerfall von Individuen in kürzerer Abschnitte mehrerer Segmente, die zu ganzen Individuen regenerieren) vermehren.
Tubifex tubifex besitzt unter für sie günstigen Bedingungen eine sehr hohe Vermehrungsrate. In Laborkulturen wurden bei 17 °C alle drei Monate Kokons mit Eiern abgelegt, im Freiland wurde Eiablage zwei- bis viermal im Jahr beobachtet. Jeder Kokon enthält durchschnittlich zwischen 7 und 11, unter günstigen Bedingungen etwa 12 Eier, maximal bis zu 17. Bei guter Ernährung kann ein einzelner Wurm in einer 72-stündigen Eiablageperiode 38 Kokons ablegen. Bei Wassertemperaturen von 11 °C oder darunter werden keine Kokons gebildet, 20 bis 25 °C gelten als optimal. Die Jungwürmer schlüpfen, abhängig von der Temperatur, nach 7 bis 11 Tagen aus dem Kokon und sind etwa nach 40 bis 60 Tagen selbst geschlechtsreif. Einzelne Kokons können noch bis 30 °C abgelegt werden, bei 35 °C Wassertemperatur sterben alle. Bei konstant erhöhten Temperaturen von 25 °C ist die Fortpflanzung kontinuierlich ohne jede Diapause, dabei nimmt aber die Zahl der Eier pro Kokon deutlich ab. Individuelle Würmer der Art sind langlebig. In Laborkulturen wurde eine Lebensspanne von nicht selten 3 bis 5 Jahren, im Maximum erstaunliche 12 Jahre, nachgewiesen.
Die Art ist häufig Zwischenwirt des Parasiten Myxobolus cerebralis, des Erregers der Drehkrankheit der Lachsfische. Dabei wurde beobachtet, dass der Parasit einige Stämme von Tubifex tubifex stark befällt, andere wenig oder überhaupt nicht. Diese entsprechen möglicherweise morphologisch bisher nicht unterschiedenen kryptischen Arten.

## Verbreitung
Die Art ist weltweit verbreitet. Vorkommen sind etwa auch aus Neuseeland und Australien nachgewiesen, wo sie als weit verbreitet, aber nicht häufig gilt. In Mitteleuropa und Nordamerika ist sie weit verbreitet und nicht selten, aber nicht so häufig wie vielfach angenommen, da es überall regelmäßig zu Verwechslungen mit anderen Arten der Schlammröhrenwürmer kommt.

## Lebensweise
Tubifex tubifex lebt normalerweise im Schlamm von stehenden sowie fließenden, auch stark verschmutzen Gewässern. Die Würmer bilden mit Schleim ausgekleidete Schlammröhren am Gewässergrund. Der Wurm steckt mit dem Kopfteil bis zur Hälfte im Grund des Gewässers, da die Sauerstoffaufnahme über den Enddarm (Darmatmer) erfolgt. Durch die schlängelnden Bewegungen wird Sauerstoff herangeführt, jedoch können sie auch ohne Sauerstoff bis zu 48 Stunden überleben, wobei sie die dafür notwendige Energie mittels Glykolyse gewinnen. Tubifex ernährt sich vorwiegend von Detritus und anderen organischen Zersetzungsstoffen. Die Würmer fressen den Schlamm, in dem sie leben, sie scheiden die unverdaulichen Anteile mit dem Kot wieder aus. Sie bevorzugen dabei klar feinkörniges Sediment aus organischem Substrat, Ton und Silt kleiner als 63 Mikrometer Korndurchmesser und meiden gröbere, sandige Substrate.
Die Art kommt, meist gemeinsam mit Limnodrilus hoffmeisteri, in stark organisch belasteten Fließgewässern vor, wo sie Massenvorkommen ausbilden kann. Beide Arten sind gewöhnlich die dominanten Schlammröhrenwürmer in stark belasteten Gewässern. Im Saprobiensystem, das die  biologische Wasserqualität von Fließgewässern bewertet, ist die Art mit einem Saprobienindex von 3,6 Indikatorart für sehr stark verschmutzte bis übermäßig verschmutzte Fließgewässer der Gewässergüteklassen III-IV und IV. Tubifex tubifex ist in organisch belasteten, polytrophen Gewässern zwar am häufigsten, aber anders als vielfach angenommen nicht auf diese beschränkt. Sie kann in Gewässern jeder Trophie in geringerer Dichte vorkommen und zeigt in sehr nährstoffarmen, oligotrophen, Gewässern sogar unerwarteterweise wieder größere Dichte. Sie ist also nicht auf nährstoffreiche Gewässer angewiesen. Angenommen wird, dass die Art eher konkurrenzschwach ist und dort häufiger wird, wo ihr andere, anspruchsvollere Arten nicht mehr folgen können. Häufig ist sie auch in beschatteten, durch Falllaub geprägten Waldtümpeln. Obwohl sie auch in der Tiefenzone (Profundal) von Seen beobachtet wurde, lebt Tubifex tubifex weit überwiegend, neben Fließgewässern, in sehr kleinen stehenden Gewässern.
Sie kann in sauerstoffarmem, auch zeitweise sauerstofffreiem (anoxischem) Schlamm überleben. Dabei hilft ihr der rote Farbstoff Erythrocruorin, eine Form des Hämoglobins, die bei dem Wurm in der Hämolymphe außerhalb von Zellen vorkommt. Er hat eine sehr hohe Affinität zu Sauerstoff und kann daher sehr geringe Gehalte ausnutzen.
Tubifex tubifex ist eine Art des Süßwassers, kann aber einen gewissen erhöhten Salzgehalt des Wohngewässers tolerieren.
Bei ungünstigen Bedingungen, etwa Nahrungsmangel oder Trockenfallen des Wohngewässers, kann Tubifex tubifex Cysten als Überdauerungsformen bilden. Diese können mindestens fünf Monate Austrocknungsphase überstehen.

## Verwendung in der Aquaristik
Tubifex tubifex sowie die verwandten Arten werden von Aquarianern als lebendes Fischfutter genutzt und sind im Zoofachhandel erhältlich. Da belegt ist, dass lebende Tubifex-Arten Krankheitserreger übertragen können (Myxobolus cerebralis und Myxobolus  cotti aus der Gruppe der Myxozoa), verfüttern viele Aquarianer diese nur noch in tiefgefrorener oder gefriergetrockneter Variante.

## Verwendung in der Ökotoxikologie
Tubifex tubifex wird als ökotoxikologischer Testorganismus zur Testung toxischer Inhaltsstoffe von Gewässersedimenten eingesetzt. Die Tiere gelten zwar als relativ robust gegenüber Schadwirkungen, sind aber dennoch geeignete Testorganismen: Bei starker Belastung tendieren sie dazu, das Sediment zu vermeiden und neigen zu Autotomie (Selbstteilung der Individuen durch Abtrennung von Segmenten). Bei bereits deutlich niedrigeren Konzentrationen reduziert der Wurm seine Grabaktivität, dies kann als sensibler Indikator für die toxische Wirkung des Sediments verwendet werden.

## Phylogenie, Taxonomie, Systematik
Die Art wurde als Lumbricus tubifex 1774 durch den dänischen Naturforscher Otto Friedrich Müller erstbeschrieben. Unter dem synonymisierten Namen Tubifex rivulorum Lamarck, 1816 ist es die Typusart der Gattung Tubifex und damit der Unterfamilie Tubificinae Eisen, 1879 (lange Zeit als eigene Familie Tubificidae aufgefasst worden). Aufgrund der sehr frühen und zeittypisch vagen Erstbeschreibung (heute wird angenommen, dass Müller in Wirklichkeit eine Aufsammlung vorgelegen hat, die zahlreiche verschiedene Arten enthielt) existieren zahlreiche Synonyme. Eine durch die Ausbildung der Borsten unterschiedene Form, die lange als reine Umweltmodifikation angesehen worden war (die Ausbildung der Borsten kann je nach Umweltbedingungen recht variabel sein), wurde inzwischen als eigenständige Art Tubifex blanchardi abgetrennt. Tubifex blanchardi und Tubifex tubifex kommen bei sehr ähnlicher Lebensweise oft nebeneinander im selben Lebensraum vor, beide Arten auch in Deutschland.
Bei phylogenomischen Untersuchungen anhand der MtDNA anhand nordamerikanischer und europäischer Vorkommen wurde die Monophylie der Art bestätigt. Diese erwies sich aber in relativ stark divergierende Stämme aufgelöst, die sich nach Abschätzungen anhand der Methode der molekularen Uhr vor 5,3 bis 11,7 Millionen Jahren aufgesplittet haben. Derart starke Divergenzen werden in anderen Fällen als Hinweis auf das Vorhandensein mehrerer kryptischer Arten gewertet. Da innerhalb der Art eine Vielzahl von Unterarten, Formen und Lokalpopulationen unterschieden wurde, wird angenommen, dass es sich in Wirklichkeit um mehrere, bisher nicht unterschiedene Arten handeln muss, die aber bisher morphologisch nicht voneinander getrennt werden können. Untersuchungen italienischer Tiere ergaben, dass innerhalb der Art genetische Linien mit unterschiedlichem Grad von Polyploidie existieren, die sympatrisch manchmal nebeneinander im selben Lebensraum vorkommen. Bei Tubifex tubifex wurden neben normal diploiden auch tri-, tetra- und hexaploide Populationen gefunden (also solche mit drei-, vier-, sechsfachem Chromosomensatz) neben der Chromosomengrundzahl von 50 mit 75, 100 oder 150 Chromosomen. Dies wird mit Fortpflanzung vorwiegend über Parthenogenese in Verbindung gebracht.